# Crofelemer
Le crofelemer est un médicament antidiarrhéique est vendu sous le nom de marque Mytesi.

## Usage médical
Le crofelemer est fabriqué à partir de la sève de la plante sud-américaine Croton lechleri.
Il agit en bloquant le régulateur de conductance transmembranaire de la fibrose kystique  et les canaux chlorure activés par le calcium dans les intestins.
Il est utilisé pour traiter la diarrhée chez les personnes sous traitement contre le VIH. Il ne doit pas être utilisé dans les cas dus à une infection. Le médicament  est pris par voie orale.

## Effets secondaires
Les effets secondaires sont généralement légers. Ils peuvent inclure des gaz intestinaux, des nausées, de la constipation ou de la toux. La sécurité du médicament  pendant la grossesse n’est pas claire.

## Histoire
Le médicament a été approuvé pour un usage médical aux États-Unis en 2012. Aux États-Unis, cela coûte environ 2 400 dollars par mois en 2022. 